# شاخ‌کمانان بلاستوباسیدا
شاپرکان شاخ‌کمانی (نام علمی: Blastobasidae) نام یک تیره از راسته پروانه‌سانان است.